# Valente Tessalônico
Valente Tessalônico (em latim: Valens Thessalonicus), conhecido também como Valente Júnior (Valens Junior), foi um oficial e então usurpador romano contra o imperador Galiano (r. 253–268) em 261, um dos Trinta Tiranos da História Augusta.

## Vida
Valente era sobrinho ou sobrinho-neto de Júlio Valente Liciniano (r. 250), um usurpador contra o imperador Décio (r. 249–251). Sob Galiano (r. 253–268), serviu como procônsul da Acaia e foi confrontado, em 261, por Pisão, oficial enviado à Grécia pelos usurpadores Macriano e Macriano Menor; Valente talvez também era governador da Macedônia. Em resposta, as tropas de Valente proclamaram-o imperador e mataram Pisão na Tessália. O próprio Valente, por sua vez, foi morto por suas tropas pouco tempo depois. A existência de Valente, ao contrário de Pisão, é confirmada por sua menção na obra de Amiano Marcelino.